# Вајмарска република
Вајмарска република, била је Немачка држава у периоду од 1919. до 1933. Име долази од града Вајмара, где је одржана национална скупштина сазвана да донесе нови устав након што је немачка монархија укинута после пораза у Првом светском рату. Службени назив државе је био Немачки рајх (  — „Немачко царство“).
Овај први покушај успостављања либералне демократије у Немачкој, у време великих тензија и унутрашњих конфликата, био је безуспешан и доживео је коначну пропаст доласком Адолфа Хитлера и Нацистичке партије на власт 1933. године. Мада технички, устав из 1919. није у потпуности укинут до краја Другог светског рата, правне мере које је преузела нацистичка влада 1933. познате под именом глајхшалтунг (Gleichschaltung) су у ствари уништиле све механизме типичног демократског система, па се као уобичајени крај Вајмарске републике узима 1933. година.

## Контролисана револуција: успостављање Републике (1918—1919)
Од 1916. на даље Немачким царством из 1871, је ефективно владала војска преко врховне војне команде (на немачком: Oberste Heeresleitung, скраћено OHL) са командантом штаба, Паулом фон Хинденбургом на челу. Када је постало јасно да је Први светски рат изгубљен, врховна команда (ОХЛ) је захтевала да се успостави цивилна влада. Даљи наставак рата, након што је Бугарска напустила Централне силе имао би за последицу окупацију немачке територије. Нови рајхсканцелар (Reichskanzler) принц Макс фон Баден је стога понудио примирје америчком председнику Вудроу Вилсону 3. октобра, 1918. 28. октобра, 1918, устав из 1871. је измењен да од рајха направи парламентарну демократију, која није постојала пола века: убудуће је канцелар био одговоран парламенту, Рајхстагу, а не цару као до тада.
Намера победника у Првом светском рату да се Немачка трансформише у уставну монархију, сличну Уједињеном Краљевству и да се на тај начин убудуће отклоне могућности избијања експанзионистичког рата у Европи је са погоршањем политичке и економске ситуације у Немачкој, изгубила на значају и потиснута је у други план. Немачка је била преплављена војницима који су се враћали са фронта, многи од њих су били рањени физички, психолошки или на оба начина. Насиље је било раширено, са тучама које су избијале и између левичарских група на сахранама вођа које су убијали десничарски противници.
Побуна је избила када је 29. октобра, војска, без консултације са владом наредила покрет немачкој флоти — покрет који није само био потпуно безнадежан, већ је било сигурно да би зауставио мировне преговоре. Посаде два брода су се побуниле. Када је војска ухапсила око 1000 морнара, и дала да се пребаце у Кил, локална буна се претворила у глобалну побуну, која се брзо раширила по већем делу Немачке. Други морнари, војници а онда и радници су се солидарисали са ухапшенима, започели су да бирају радничке и војничке савете по моделу совјета из Руске револуције 1917. и преузели су војну и цивилну власт у многим градовима. 7. новембра је револуција стигла до Минхена, и Лудвиг III од Баварске је побегао.
У почетку су захтеви савета били скромни: тражили су да се ухапшени морнари ослободе. За разлику од Русије годину дана раније, савете није контролисала Комунистичка партија. Ипак, због настанка Совјетског Савеза, револуција је веома застрашила власт и средњу класе. Земља је била на ивици да постане социјалистичка република.
У то време је политичко представништво радничке класе било подељено: једна фракција се одвојила од социјал-демократа, назвавши себе независним социјал-демократама (УСПД, од Unabhängige Sozialdemokratische Partei Deutschlands), и они су нагињали ка социјалистичком систему. Како не би изгубила утицај, преостала, већина социјал-демократа (МСПД, који су подржавали парламентарни систем) је одлучила да се стави на чело покрета и такође је 7. новембра захтевала да цар Виљем II Немачки абдицира. 9. новембра, 1918. Филип Шајдеман је прогласио републику са балкона зграде Рајхстага у Берлину, два сата пре него што је Карл Либкнехт прокламовао социјалистичку републику иза угла, са берлинског замка.
Ипак, 9. новембра, веома контроверзним актом, рајхсканцелар принц Макс фон Баден је пренео своју власт Фридриху Еберту, вођи МСПД-а. Било је јасно да овај акт неће бити довољан да задовољи масе, па је, дан касније, сазвана револуционарна влада звана Савет народних представника (Rat der Volksbeauftragten). Она се састојала од по три члана МСПД-а и УСПД-а. Еберт је предводио МСПД, а Хуго Хасе УСПД. Мада је нову владу признао Берлински раднички и војнички савет, супротставила јој се Спартакистичка лига коју су предводили Роза Луксембург и Карл Либкнехт. Еберт је сазвао национални конгрес савета, који је одржан од 16. до 20. децембра 1918, и у коме је МСПД имао већину. Еберт је стога успео да распише брзе изборе за националну скупштину како би био донет устав и успостављен парламентарни систем, маргинализујући покрет који је позивао на социјалистичку републику (види испод).
Да би омогућио својој тек насталој влади да одржи контролу у земљи, Еберт је направио пакт са врховном војном командом коју је сада водио Лудендорфов наследник, генерал Вилхелм Гренер. Овај пакт Еберт-Гренер је у основи представљао споразум између владе која се обавезала да неће покушавати да реформише војску и војске која се заузврат обавезала да ће штитити владу. Са једне стране, овај договор је симболизовао прихваћеност нове владе од стране војске, ублажавајући страховања средње класе; са друге стране, сматран је издајом радничких интереса од стране левог крила, и такође је успостављао армију као независну и конзервативну групу у Вајмару, која ће имати велики утицај над судбином републике. Овај пакт је значио један од неколико корака који су довели до перманентне поделе међу политичким представницима радничке класе у СПД и комунисте.
Подела је постала коначна када је Еберт позвао ОХЛ да пошаље трупе да угуше нову побуну војника у Берлину 23. новембра, 1918, у којој су побуњени војници заробили команданта града, и затворили државну канцеларију (Reichskanzlei) у којој је боравио савет народних представника. Гушење побуне је било оштро, са неколико мртвих и рањених. Ово је узроковало да лево крило објави раскид са МСПД, који је са њихове тачке гледишта пактирао са контра-револуционарном војском да би сузбио револуцију. Зато је УСПД напустио савет народних представника после само седам недеља. Раздор се продубио када је у децембру формирана Комунистичка партија Немачке (КПД) у коју су ушле поједине групе са левог крила, укључујући лево крило УСПД-а и Спартакистичку лигу.
Покушаји поновног успостављања пролетерске диктатуре од стране радника, који су уследили током јануара 1919. године крваво су угушени оружаном интервенцијом припадника паравојне формације фрајкора састављене од војника добровољаца. Ово је кулминирало убиством Розе Луксембург и Либкнехта, 15. јануара. Уз подршку Еберта, убицама није суђено пред цивилним, већ пред војним судом, због чега су осуђени на благе казне. Ово наравно није допринело Ебертовој популарности у левом крилу.
Избори за националну скупштину одржани су 19. јануара, 1919. У ово доба, нове партије левог крила, укључујући УСПД и КПД су једва биле способне да се организују, што је већину места у парламенту донело умереним снагама. Због текућих борби у Берлину, национална скупштина је заседала у Вајмару, што је дало будућој републици незванично име. Вајмарски устав је створио републику под полу-председничким системом где су представници у Рајхстагу бирани по пропорционалном систему.
За време дебата у Вајмару, борбе су се наставиле. Совјетска република је проглашена у Минхену, а затим су је угушили фрајкори и регуларне војне јединице док су спорадичне борбе настављене широм земље.
Борбе су трајале и у источним покрајинама Немачке које су биле лојалне цару, али нису хтеле да буду део републике: Велики пољски устанак у покрајини Позен и 3 шлеска устанка у Горњој Шлеској.
За то време, немачка мировна делегација у Француској је потписала Версајски споразум, којим су немачкој војсци наметнута знатна ограничења у погледу људства и ратне технике док се Немачка обавезала да плати велике ратне репарације и прихвати срамотну „клаузулу о кривици за рат“. Адолф Хитлер ће касније кривити републику и њену демократију за овај споразум.
Први државни председник (Reichspräsident) републике, Фридрих Еберт из МСПД-а је потписао нови немачки устав 11. августа, 1919.

## Ране године: Унутрашњи сукоб (1919—1923)
Република је од почетка била под великим притиском од екстремиста и са левог и са десног крила. У суштини, левичари су оптуживали социјал-демократе за издају идеала радничког покрета пактирањем са снагама старе државе уместо организовања комунистичке револуције; десно крило се противило демократском систему, јер се залагало за очување ауторитарне државе попут царства из 1871. Да би подрило кредибилитет републике, десно крило (посебно војска) је оптужила републику да је одговорна за пораз Немачке у Првом светском рату; види Легенда о убоду у леђа (Dolchstoßlegende).
13. марта, 1920. се одиграо Капов пуч. Ово је подразумевало да је група фрајкора заузела Берлин, и поставила Волфганга Капа, десничарског новинара за канцелара нове владе. Национална влада је морала да побегне у Штутгарт, одакле је позвала на генерални штрајк. Овај штрајк је у потпуности блокирао економију, и Капова влада је доживела колапс већ 17. марта.
Инспирисан успехом генералних штрајкова, подигнут је комунистички устанак у Области Рур, 1920. када је 50.000 људи формирало црвену армију и преузело контролу над покрајином. Регуларна војска и фрајкори су угушили устанак, без примања икаквог наређења од владе. Још комунистичких побуна је угушено у марту 1921. у Саксонији и Хамбургу.
До 1923. република више није могла да приушти да плаћа рате репарације које су произлазиле из версајског споразума, и влада је престала да плаћа рате. Као одговор, француске и белгијске трупе су окупирале Рур, немачку најважнију индустријску регију тог времена, и преузеле контролу над рударским и производним предузећима у јануару, 1922. У јануару 1923, опет је позвано на штрајкове, и охрабриван је пасивни отпор. Штрајкови су трајали осам месеци, што је нанело штету немачкој економији, и започео је увоз. Како је држава исплаћивала плату штрајкујућим радницима, штампан је додатни новац, што је довело до хиперинфлације. Вредност марке је опала од 4,2 за амерички долар, до 1.000.000 за долар до августа 1923. и 4.200.000.000.000 за долар 20. новембра. 1. децембра је успостављена нова валута, по курсу од 1.000.000.000.000 старих марака за 1 нову марку, (Rentenmark).
Исплаћивање репарација је настављено, и Рур је враћен Немачкој.
1923. се такође догодио напад деснице у виду Пивнички пуч, који је организовао Адолф Хитлер у Минхену. 1920. Немачка радничка партија је постала Нацистичка партија (НСДАП) и она ће бити главна снага која ће довести до колапса Вајмара. Хитлер је постао председник партије у јулу, 1921. Јуришни одреди су успостављени у новембру, 1921. и они ће деловати као Хитлерова лична армија у његовој борби за власт. Онда је, 8. новембра, 1923, Kampfbund (борбени савез) у савезу са Ерихом Лудендорфом преузео митинг од баварског премијера, Густава фон Кара, у пивској хали у Минхену. Лудендорф и Хитлер су прогласили нову владу и планирали су да преузму контролу у Минхену следећег дана. 3.000 демонстраната је разбило 100 полицајаца и Хитлер је ухапшен и осуђен на 5 година затвора. Казна је била минимална за ту оптужбу, а Хитлер је одслужио само 9 месеци пре него што је био пуштен.
После неуспеха Пивничког пуча, хапшења и пуштања на слободу, Хитлер се фокусирао на легалне методе стицања власти.

## Штресеманова златна ера (1923—1929)
Густав Штресеман је био канцелар Немачке током кратког периода 1923, и служио је као министар спољних послова од 1923. до 1929. Ово је био период релативне стабилности за Вајмарску Републику током кога је било мање побуна и изгледало је да економија почиње да се опоравља.
Штресеманов први потез је било издавање нове валуте, ретенмарке, како би зауставио екстремну хиперинфлацију која је гушила немачко друштво и економију. Овај потез је био успешан јер је Штресеман упорно одбијао да штампа додатни новац — што је био почетни узрок инфлаторне спирале. Како би додатно стабилизовао економију, он је смањио потрошњу и бирократију.
Током овог периода је такође створен Дејвсов план који је везивао исплате репарација за немачку способност да их исплаћује. Немачка је примљена у Лигу народа, направљени су договори о западној граници, потписан споразум о неутралности са Русијом и заустављено је разоружавање. Ипак, овај прогрес је финансиран позајмицама из иностранства, што је повећавало државни дуг, док је укупна трговина опадала, а незапосленост расла.
Реформе које је спровео Штресеман нису реформисале дубинске слабости Вајмарске Немачке, већ су само дале привид стабилне демократије.
Штресеманова смрт 1929. је означила крај златне ере Вајмарске Републике.
Током овог периода, Карл Северинг је обављао дужност министра унутрашњих послова (јун 1928 — март 1930) и био вршилац дужности министра за окупиране територије (фебруар—април 1929).

## Колапс Вајмарске републике, и долазак Хитлера на власт
Последње године Вајмарске Републике су биле политички чак нестабилније него претходне године. 29. марта, 1930, Паул фон Хинденбург је поставио финансијског експерта, Хајнриха Брининга за наследника канцелара Милера после неколико месеци лобирања од стране генерала Курта фон Шлајхера у име армије. Од нове владе се очекивало да направи политички заокрет ка конзерватизму, базиран на ванредним овлашћењима датим рајхспредседнику уставом, како није имао већинску подршку у Рајхстагу.
Како непопуларни финансијски закон није добио подршку у Рајхстагу, Хинденбург га је донео као декрет базиран на Члану 48 устава. 18. јула 1930. закон је поново укинут танком већином у парламенту уз подршку СПД-а, КПД, тада малих — НСДАП-а и ДНВП-а. Одмах потом је Брининг предао Рајхстагу председнички декрет у коме се он распушта.
Општи избори за Рајхстаг који су уследили 14. септембра, 1930. су донели огромну промену у политичким снагама: 18,3% гласова је отишло НСДАП-у, што је пет пута већи проценат него 1928. Ово је имало разорне последице по републику: није више било већине у Рајхстагу чак ни за велику коалицију умерених партија, и то је охрабрило присталице НСДАП-а да изнесу своје захтеве за влашћу повећавајући насиље и терор. После 1930. република је све више клизила у стање грађанског рата.
Од 1930. до 1932, Брининг је покушавао да уреди разорену државу без већине у парламенту, владајући помоћу хитних председничких декрета. У ово време је велика депресија достигла врхунац. У складу са либералном економском теоријом која тврди да ће мања јавна потрошња подстаћи економски раст, Брининг је драстично срезао државне трошкове, укључујући социјални сектор. Очекивао је и прихватио да ће економска криза, за одређено време, бити погоршана пре него што се ствари поправе. Између осталог, рајх је у потпуности зауставио све јавне издатке за обавезно осигурање за незапослене (које је успостављено 1927), што је довело до већег доприноса радника, и мањих бенефиција за незапослене — ово је наравно била веома непопуларна мера.
Економски пад је трајао до друге половине 1932. када су се појавиле прве индикације опоравка. Ипак, до тада је Вајмарска Република изгубила сав кредибилитет међу већином Немаца. Док се научници не слажу у оцени Бринигове политике, може се рећи да је она довела до пропадања републике. Још увек је дискутабилно да ли су у том тренутку постојале алтернативе.
30. маја, 1932, Брининг је дао оставку јер није више имао Хинденбургову подршку. Пет недеља раније, Хинденбург је опет био изабран за председника, уз активну Бринингову подршку, а противкандидат му је био Хитлер. (Председник је био директно биран за разлику од рајхсканцелара (премијера).)
Хинденбург је тада поставио Франца фон Папена за новог канцелара. Фон Папен је имао подршку Хитлера, али по цену серије захтева:
- Рајхстаг је имао да буде поново распуштен како би били расписани нови избори;
- Забрана Јуришних одреда, донета након уличних немира је морала да буде повучена;
- Социјал-демократска Пруска влада је морала да буде распуштена хитним декретом.

Општи избори одржани 31. јула 1932. су донели 37,2% гласова НСДАП-у, што ју је учинило највећом партијом у Рајхстагу. Хитлер је сада захтевао да буде постављен за канцелара, што је Хинденбург одбио 13. августа 1932. Али ипак није постојала већина у парламенту ни за једну владу; због тога је парламент опет распуштен, и још једном су организовани избори у нади да ће резултовати стабилном већином.
Ово се није догодило. 6. новембра 1932, избори су донели 33% гласова НСДАП-у: партија је изгубила четири процента. Франц фон Папен је дао оставку, и на месту премијера ге је наследио генерал фон Шлајхер 3. децембра. Његов смели план је био да скупи већину у Рајхстагу ујединивши трговачке унионисте левог крила из разних партија, укључујући струју НСДАП-а коју је водио Грегор Штрасер. Ни ово није било успешно.
4. јануара 1933. Хитлер се тајно састао са фон Папеном у кући келнског банкара, Курта фон Шредера. Они су се договорили да формирају заједничку владу; осим Хитлера, требало је да само два члана НСДАП-а буду чланови владе (Вилхелм Фрик као министар унутрашњих послова и Херман Геринг као комесар Пруске), а фон Папен би био Хитлеров вице канцелар. У нови кабинет је ушао утицајни медијски могул, Алфред Хугенберг, који је у то време био председник (такође десничарске) ДНВП.
Хинденбург је поставио Хитлера за новог канцелара 30. јануара, 1933. Мада је био против нациста, и поразио је Хитлера на председничким изборима, сложио се са фон Папеновом теоријом, да се уз опадајућу подршку нацистима у народу, Хитлер може контролисати као канцелар. Овај датум који је нацистичка пропаганда назвала Machtergreifung — стицање моћи, се сматра почетком Нацистичке Немачке.

## Разлози за слом републике
Зашто је Вајмарска Република имала тако катастрофалан крај и уступила место нацистичкој диктатури је и данас тема дебата. Са једне стране, Хитлер је постао рајхсканцелар легално кроз механизме постављене уставом, и НСДАП је освојила релативну већину у парламенту на два избора 1932. Са друге стране, Хитлер је постављен за премијера у тренутку када је било јасно да његова партија није имала довољну моћ да преузме власт.
Научници су начинили многе покушаје да дају разне разлоге, и зависно од личног политичког становишта, једна анализа више подвлачи одређене разлоге него неке друге. Ситуација на одређени начин још више искомпликована чињеницом да су током Хладног рата, историјске анализе биле у одређеном степену замагљене покушајима да се оправдају одређене идеологије.
Осим тога, потпуно је хипотетичка тврдња да би нацизам могао бити избегнут, да су одређене одлуке биле другачије. Утицај на раст популарности нацизма је имао читав сплет чињеница — једна од њих су биле и високе репарације које су Немачкој наметнуте од стране сила победница у Првом светском рату. Још током Версајске конференције су одређени стручњаци (види: Џон Мејнард Кејнс) изражавали забринутост како би високе репарације могле ојачати екстремне струје у Немачкој.
Разлози за јачање нацизма су између осталих и они економског, институционалног и личног карактера.

### Економски проблеми
Вајмарска Република је имала неке од најозбиљнијих економских проблема које су икада искусиле западне државе. Необуздана хиперинфлација, висока стопа незапослености и велики пад животног стандарда кад се упореди са периодом пре Првог светског рата су били главни економски разлози колапса републике. До Велике депресије 1930-их, институција републике као такве је окривљавана за већину економских проблема; ово се може закључити ако се посматрају изборни резултати где су политичке партије које су се бориле против републике (заједно лево и десно крило) учиниле демократску већину у парламенту немогућом.
У овом контексту, Версајски споразум су Немци сматрали кажњавајућим (што је у одређеној мери и био) и деградирајућим документом, који их је присилио да предају зоне богате ресурсима и да плате велике компензације. Ове казнене репарације су узроковале велико запрепашћење и срџбу немачког народа. Стварну економску штету коју је Версајски споразум нанео немачкој економији није лако утврдити. Мада су званичне репарације које је Немачка имала да плати биле значајне, у стварности је она платила само мали део овог дуга. У ствари, више новца је ушло у Немачку од савезничких зајмова, него што је Немачка платила репарација. Ипак, репарације су штетиле немачкој економији, јер су обесхрабривале зајмове, и стога приморавале вајмарску владу да финансира дефицит штампајући новац — што је довело до хиперинфлације.
Данас се већина историчара слаже да су многе индустријске вође поистовећивале републику са радничким синдикатима и социјал-демократама, јер су оне успоставиле социјалне концесије из 1918/1919. Али иако су неки видели Хитлера као средство да се ово прекине, република је била нестабилна и пре него што су одређене индустријске вође подржале Хитлера. Осим тога, постоји становиште да чак и неки од оних који су подржавали Хитлерово именовање нису желели нацизам у његовој целости и сматрали су Хитлера само привременим решењем у њиховом настојању да се укине република. Сигурно је да подршка индустријалаца сама по себи није довољна да се објасни подршка коју је Хитлер имао у великим деловима популација, што је подразумевало и многе раднике који су се окренули од левих партија.

### Институционални проблеми
Опште је становиште да је устав из 1919. имао велики број фундаменталних слабости, које су успостављање диктатуре учиниле исувише лаким. Да ли би другачији устав спречио трећи рајх је додуше дискутабилно; у сваком случају, западнонемачки устав из 1949. је прихватио овај приговор, и може се у великој мери посматрати као снажна реакција на ове мане.
- Институција председника државе (Reichspräsident) је често била називана термином Ersatzkaiser (републикански цар) — покушај да се замени цар који је абдицирао 1918. са ауторитарном институцијом сличне снаге. Ово је највидљивије у Члану 48, устава који је председнику давао овлашћење да предузме све неопходне кораке ако су јавни ред и безбедност озбиљно нарушени или у опасности. Мада је планиран само као ванредна клаузула, овај члан је коришћен у много прилика чак и пре 1933. како би се издали декрети без подршке парламента (види изнад); и учинио је глајхшалтунг лакшим. На пример, декрет о пожару у Рајхстагу је издат на бази Члана 48.
- Употреба готово чистог пропорционалног представљања је значила да је било која партија са малом подршком могла да уђе у Рајхстаг — републички парламент. Ово је довело до великог броја малих партија, од којих су неке имале екстремистичке идеологије, и дозволило им да изграде политичку базу унутар система.
- Рајхстаг је могао да уклони канцелара, чак и ако посланици нису способни да се договоре око његовога наследника. Ова деструктивна клаузула је довела до тога да дође до брзе промене великог броја канцелара и политичке нестабилности републике (види канцелар немачке за списак). Као резултат, устав из 1949. (Grundgesetz) утврђује да канцелар може бити смењен само ако се у исто време изабере његов наследник.
- Устав је налагао да у случају смрти или оставке председника, канцелар Немачке преузима његову дужност (и најважније сва његова овлашћења) до избора новог председника. Ово је омогућило Хитлеру да уједини позиције рајхсканцелара и рајхспредседника после смрти Хинденбурга 1934. Ипак, до тада је диктатура већ била чврсто успостављена, и ова клаузула се стога не може у великој мери окривити за нацизам.

### Персоналистички погледи
Неки историчари преферирају да посматрају одређене појединце и њихове одлуке. Ово износи проблематично питање алтернатива које су биле доступне у то време, и води ка спекулацијама и хипотезама.
За почетак, Бринингова економска политика од 1930. до 1933. је била тема многих дебата. Може се рећи да је она узроковала да многи идентификују републику са смањивањем социјалних давања и екстремно либералном економијом; да ли су постојале алтернативе овом курсу у доба када је Велика депресија достигла свој врхунац је друго питање.
Још један фокус је Паул фон Хинденбург, који је постао председник 1925. Он је сигурно био представник старог, ауторитарног царства из 1871 и тешко му је подарити епитет демократе који је подржавао републику из 1919. Такође је познато да је барем током каснијих година кад је био знатно старији од 80 година био сенилан. Ипак, он није био нациста. Може се поставити питање да ли би другачији председник са чврстим демократским уверењима дозволио да се парламент толико често буде заобилажен употребом декрета по Члану 48; још прецизније, да ли би другачији председник потписао декрет о пожару у Рајхстагу? Такође се спекулише о питању зашто је Хинденбург уопште поставио Хитлера за премијера 30. јануара 1933; на крају, Хинденбург је чекао једну и по годину пре него што је донео ову одлуку. Неки тврде да би нацизам изгубио много од јавне подршке да Хитлер није постао канцелар.